# Oenochroma polyspila
Oenochroma polyspila är en fjärilsart som beskrevs av Oswald Beltram Lower 1897. Oenochroma polyspila ingår i släktet Oenochroma och familjen mätare. Inga underarter finns listade i Catalogue of Life.